# Adelognathus nigrifrons
Adelognathus nigrifrons là một loài tò vò trong họ Ichneumonidae.